# امبروس
آرلیوس آمبرسیوس (به لاتین: Aurelius Ambrosius) که با نام‌های سانت‌آمبروجو (به ایتالیایی: Sant'Ambrogio) یا آمبروز (به انگلیسی: Ambrose) هم شناخته می‌شود (ح. ۳۴۰–۴ آوریل ۳۹۷) قدیس مسیحی و اسقف اعظم میلان بود که به تاثیرگذارترین شخصیت مذهبی سده چهارم میلادی بدل شد. وی یکی از چهار دکتر کلیسا است؛ و همچنین به علت تأثیرگذاری بر آگوستین نیز شناخته‌شده‌است.
او سخت از استقلال کلیسا حمایت کرد و عقیده داشت در مسائل مذهبی و روحانی رهبران کلیساها آزادی عمل دارند، به عبارت دیگر در مسائل روحانی کلیساها نه فقط حق حاکمیت روی مسیحیون دارند بلکه روی امپراتور هم نفوذ دارند، زیرا امپراتور مثل سایر مسیحیون نیز پسر کلیسا است و مقام او بالاتر نمی‌باشد.

## نگارخانه

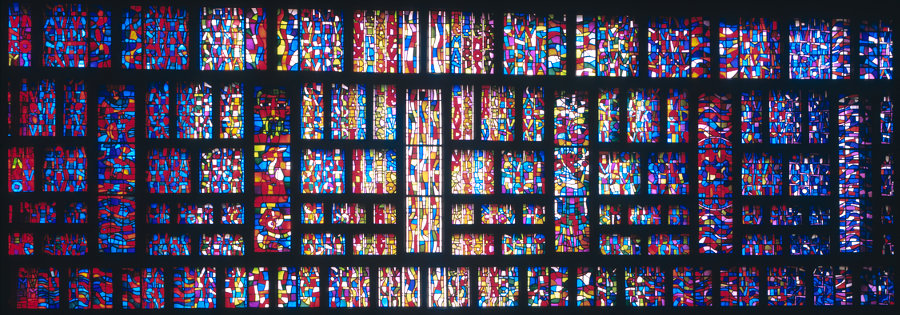
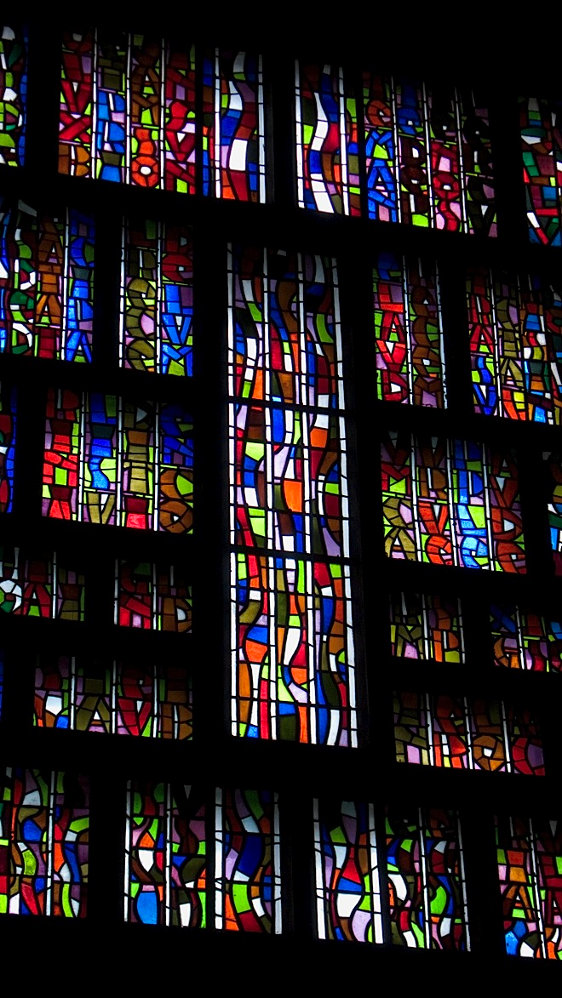